# Dasyhelea gressitti
Dasyhelea gressitti är en tvåvingeart som beskrevs av Tokunaga 1959. Dasyhelea gressitti ingår i släktet Dasyhelea och familjen svidknott. Inga underarter finns listade i Catalogue of Life.